# Gaio Calpurnio Pisone (console 180 a.C.)
Gaio Calpurnio Pisone  (in latino Caius Calpurnius Piso; ... – 180 a.C.) è stato un politico e generale romano.

## Biografia
Figlio del pretore omonimo del 211 a.C., fu a sua volta nominato pretore nel 186 a.C. e gli fu affidata la provincia della Spagna Ulteriore, dove rimase per tutto l'anno successivo. Al suo ritorno a Roma gli fu concesso il trionfo per le sue vittorie contro i Lusitani ed i Celtiberi.
Nel 181 a.C. fu uno dei triumviri preposti alla fondazione della colonia di Gravisca in Etruria . L'anno seguente fu eletto console con Aulo Postumio Albino Lusco. 
Pisone morì in quello stesso anno, durante la grave epidemia che colpì la città di Roma, ma la voce popolare disse che fosse stato avvelenato dalla moglie Quarta Ostilia, visto che come console suffetto fu posto il suo figliastro Quinto Fulvio Flacco, che più volte aveva tentato di essere eletto alla più alta carica senza successo  .